# Lubelska (zajezdnia autobusowa)
Zajezdnia MPK Rzeszów – zajezdnia MPK w Rzeszowie przy ul. Lubelskiej.
W marcu 1994 roku przedsiębiorstwo otrzymało nową zajezdnię autobusową zlokalizowaną przy ul. Lubelskiej. Obiekty upadłego przedsiębiorstwa transportowego "TRANSBUD" zakupiły władze samorządowe miasta, przekazując je na rzecz MPK. Po przeprowadzonej modernizacji, obiekty te stanowią bardzo nowoczesne i funkcjonalne zaplecze techniczne dla komunikacji miejskiej. Po przeniesieniu głównej siedziby MPK z dawnej zajezdni przy ul. Trembeckiego, która zakończyła działalność w maju 2015 r.                           i sprzedaży terenu prywatnemu inwestorowi w 2016 r., stała się jedyną oficjalną siedzibą przedsiębiorstwa.